# Aloh Besar
Aloh Besar – rzeka na Borneo. Płynie przez mukim Labu w dystrykcie Temburong w Brunei. Uchodzi do Zatoki Brunei, będącej częścią Morza Południowochińskiego. Rzeka ta, wraz z Sungai Bangau oddziela od lądu wyspę Pulau Selirong.
Brzegi Aloh Basar porośnięte są lasami mangrowymi. Północny brzeg, stanowiący część Pulau Selirong Forest Recreation Park nie wykazuje śladów działalności człowieka. Południowy, wchodzący w skład Labu Forest Reserve odznacza się silniejszym zalesieniem, jednak rosnące tam drzewa są niższe niż na brzegu północnym.